# Francis Montandon
Francis Montandon (Bévilard, 3 september 1951) is een Zwitsers voormalig voetballer die speelde als verdediger.

## Carrière
Montandon begon zijn carrière bij FC Biel-Bienne waar hij twee seizoenen speelde voordat hij vertrok naar Neuchâtel Xamax FC waar hij een seizoen doorbracht. Nadien speelde hij tot in 1980 voor Grasshopper waarmee hij 1978 landskampioen werd.
Hij speelde vijf interlands voor Zwitserland waarin hij niet kon scoren.

## Erelijst
- Grasshopper
  - Landskampioen: 1978